# 한국사연구회
한국사연구회(韓國史硏究會)는 한국사 연구 및 체계화를 위해 결성된 학술 단체이다.
월례연구발표회, 연구지의 간행, 학술서 간행 등의 활동을 하고 있다.